# Sérgio Pinto
Sérgio Pinto est un footballeur portugais né le 16 octobre 1980 à Vila Nova de Gaia au Portugal. Naturalisé allemand, il évolue au poste de milieu de terrain.

## Biographie
Sérgio Pinto est formé au FC Porto.
Il s'expatrie par la suite en Allemagne et joue en faveur de Schalke, Aix-la-Chapelle puis Hanovre.

## Carrière
- 1989-1994  :  FC Porto
- 1994-2004  :  Schalke 04
- 2004-2007  :  Aix-la-Chapelle
- 2007-2013  :  Hanovre 96
- 2013-2014  :  Levante UD
- 2014-2016  :  Fortuna Düsseldorf[2],[3]

## Palmarès
- FC Schalke 04
  - Vainqueur de la Coupe Intertoto en 2003.